# Bargetzi
Bargetzi ist der Name eines Schweizer Steinhauergeschlechts aus Solothurn.
Die Familientradition begann mit Caspar Bargetzi, der sich 1742 in Solothurn niederliess. Als die Stadt Solothurn die fünf in Betrieb stehenden Steinbrüche neu verpachtete, übernahmen Caspars Urenkel Josef Bargetzi und Urs Bargetzi (1794–1865) die zwei wertvollsten. 
1859 befanden sich vier von den fünf Solothurner Steinbrüchen in den Händen der Bargetzis. In dieser Zeit erlebte die Solothurner Steinindustrie einen enormen Aufschwung. Der Industriezweig beschäftigte zeitweise bis zu 300 Personen. Die neue Eisenbahn erlaubte es, die Steine in alle grossen Städte der Schweiz zu liefern. Auch im nahen Ausland war der Stein der Bargetzis ein gefragtes Qualitätsprodukt. 
Um 1890 verschlechterte sich die Auftragslage. Schlechte Steinqualität der Brüche und die relativ hohen Preise sorgten für eine tiefe Krise. Erst um 1930 leitet Arnold Bargetzi mit neuen Abbau- und Verarbeitungsmethoden den lang ersehnten Aufschwung ein. 1948 wandelte Arnold Bargetzi die Firma in eine Aktiengesellschaft um und baute sie in den 1950er Jahren zu einem der grössten Natursteinwerke der Schweiz aus.
Ein weiterer bedeutender Vertreter der Familie war der Bauingenieur Oswald Bargetzi (1856–1914).